# Хаклбери Фин
Хаклбери Фин је измишљени лик из романа Марка Твена. У питању је несташан дечак који живи на улици. Најбољи пријатељ му је Том Сојер, са ким проживљава разне авантуре. Деца воле да се играју са њим, али одрасли праве проблем због тог бескућника и не желе да им упропасти децу. Том Сојер и Фин су нераздвојни и сваког дана упадају у невоље. Када су људи сазнали да је Фин спасао живот једној особи, усвојила га је удовица са којом је био јако близак, али он се није сложио са тим, са изговором „да не жели да буде цивилизован“.
За овај лик Твен се надахнуо стварном личношћу, Томом Бланкеншипом из Ханибала у америчкој држави Мисурији, где је писац одрастао.
У филмским верзијама Твенових дела и другим филмовима, Хаклбери Фин је приказан око 60 пута
У Србији је серијал о Тому Сојеру објављен стотинак пута у књигама и сликовницама, а први пут у књигама Том Сојер: његови доживљаји и несташлуци: приповести из ђачког живота у Америци (Нови Сад, 1926) и Доживљаји Хаклберија Фина (Београд, 1933).